# Bryconamericus carlosi
Bryconamericus carlosi és una espècie de peix de la família dels caràcids i de l'ordre dels caraciformes.

## Morfologia
- Els mascles poden assolir 5,7 cm de llargària total.
- Nombre de vèrtebres: 33.[4][5]

## Hàbitat
Viu en zones de clima tropical.

## Distribució geogràfica
Es troba a Sud-amèrica: riu Napo (Equador) i rius Putumayo i Orteguaza (conca del riu Amazones, Colòmbia).